# Lago de Cavloc
O Lago Cavloc é um lago de localizado perto da Passagem de montanha de Maloja no Forno Val, no cantão de Grisons, Suíça.
Lago de Cavloc foi pintado por Giovanni Giacometti em 1922.